# Kloaka (biologia)

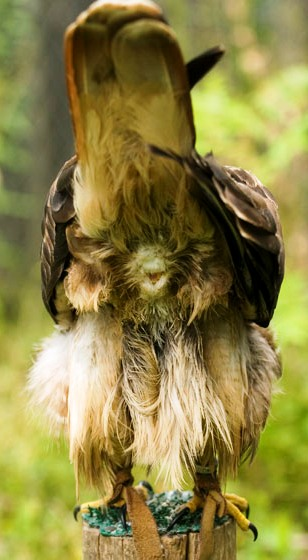
Kloaka myszołowa rdzawosternego (Buteo jamaicensis)

Kloaka (łac. cloaca), stek – końcowa rozszerzona część jelita występująca u prawie wszystkich kręgowców poza zrosłogłowymi i ssakami łożyskowymi oraz częścią ryb promieniopłetwych. Powstaje w rozwoju embrionalnym w formie workowatego rozszerzenia w końcowym odcinku jelita pierwotnego, w późniejszym rozwoju zostaje zamknięty błoną stekową. Jest podzielony przegrodą stekową na część grzbietową i brzuszną. Z części grzbietowej powstaje odbytnica. Część brzuszna to worek stekowy zwany zatoką moczowo-płciową pierwotną (sinus urogenitalis primitivus).

## Budowa
Pierścieniowate fałdy błony śluzowej dzielą stek na trzy części:
- coprodeum – część przednia, gdzie uchodzi okrężnica
- urodeum – część środkowa, gdzie uchodzą moczowód i drogi wyprowadzające narządów płciowych: nasieniowody lub lewy jajowód
- proctodeum – część tylnej zawierająca torebkę Fabrycjusza.

Do kloaki odprowadzane są niepotrzebne produkty przemiany materii wydalane przez nerki i niestrawione resztki pokarmu przez przewód pokarmowy, otwierają się też jajowody i nasieniowody.

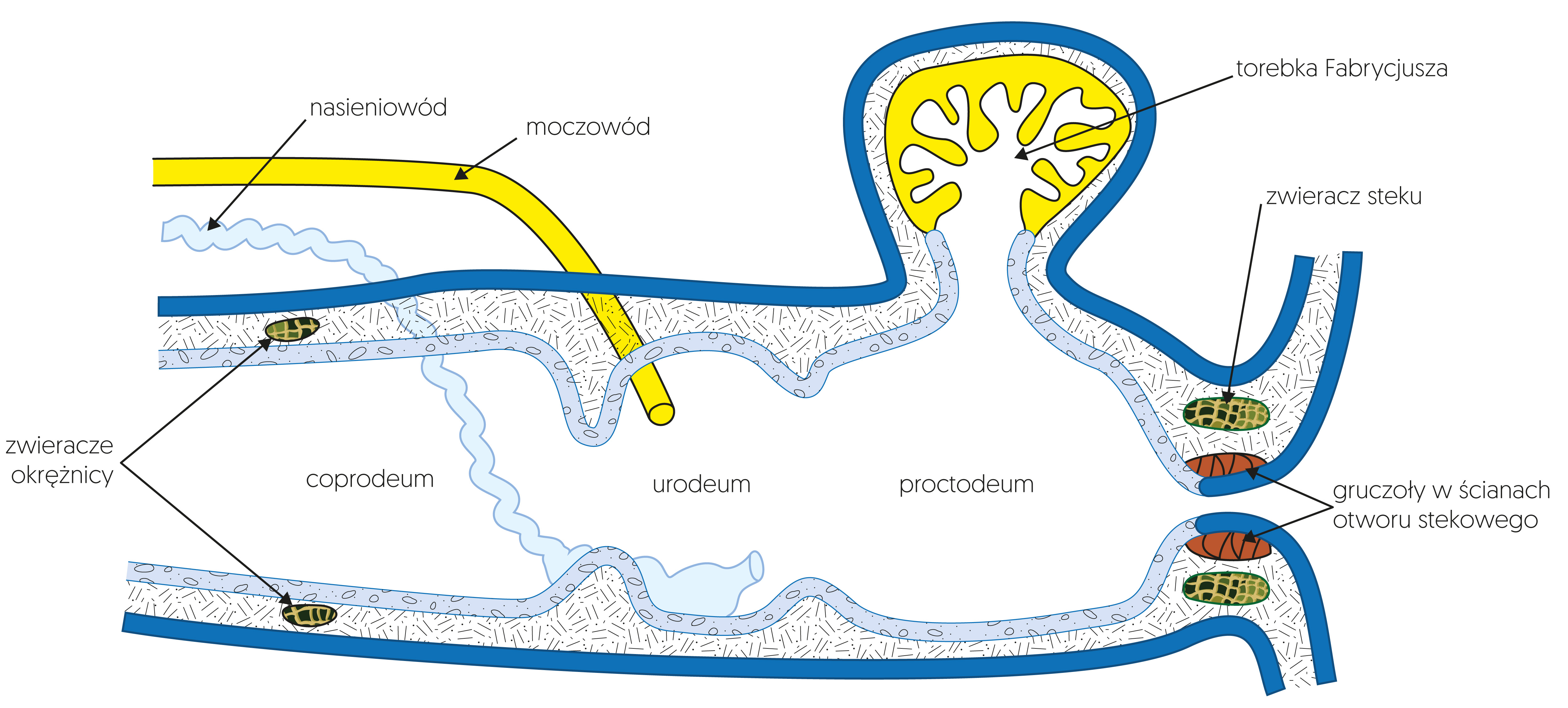
Schemat przekroju steku samca